# Claudio Echeverri
Claudio Jeremías Echeverri, född 2 januari 2006, är en argentinsk fotbollsspelare som spelar för Manchester City.